# Ручейки (Новгородська область)
Ручейки (рос. Ручейки) — присілок в Холмському районі Новгородської області Російської Федерації.
Населення становить 17 осіб. Входить до складу муніципального утворення Красноборське сільське поселення.

## Історія
Від 2004 року входить до складу муніципального утворення Красноборське сільське поселення.

## Населення
| 2010 |
| ---- |
| 17   |